# Manettia asperifolia
Manettia asperifolia är en måreväxtart som beskrevs av Paul Carpenter Standley. Manettia asperifolia ingår i släktet Manettia och familjen måreväxter.
Artens utbredningsområde är Bolivia. Inga underarter finns listade i Catalogue of Life.